# Refuge du Saut
Le refuge du Saut est situé à 2 126 m d'altitude, dans le massif de la Vanoise. Il est accessible en deux heures de marche depuis le parking de Tuéda. 
Le refuge a été rénové en 2013 afin de le mettre aux normes et d'améliorer le confort. Il possède des couvertures, des matelas et est chauffé. Du refuge on peut atteindre l'aiguille de Polset (3 531 m).
Il est accessible hors de la période de gardiennage.